# Estadio Rey Abdul Aziz
El Estadio Rey Abdul Aziz (en árabe: ستاد الملك عبدالعزيز) es un estadio multiusos ubicado en la ciudad de La Meca, Arabia Saudita. Lleva el nombre en honor del Rey saudí Abdelaziz bin Saud. Está dedicado principalmente a la práctica del fútbol, siendo utilizado por el club Al-Wahda Mecca de la Liga Saudí, cuenta también con instalaciones para la práctica de atletismo.